# Rio Pará (vattendrag i Brasilien, Minas Gerais)
Rio Pará är ett vattendrag i Brasilien.   Det ligger i delstaten Minas Gerais, i den sydöstra delen av landet, 500 km sydost om huvudstaden Brasília.
Omgivningarna runt Rio Pará är en mosaik av jordbruksmark och naturlig växtlighet. Trakten runt Rio Pará är nära nog obefolkad, med mindre än två invånare per kvadratkilometer.